# Liste des attractions de type bûches
Pour un article plus général, voir Bûches (attraction).

## Amérique du Nord
| Nom                              | Parc                                    | Pays       | Année | Constructeur    |
| -------------------------------- | --------------------------------------- | ---------- | ----- | --------------- |
| Bugs' White Water Rapids         | Six Flags Fiesta Texas                  | États-Unis | 1998  | Hopkins Rides   |
| Cahaba Falls                     | Alabama Splash Adventure                | États-Unis | 1998  | Arrow Dynamics  |
| Coal Cracker                     | Hersheypark                             | États-Unis | 1973  | Arrow Dynamics  |
| Daredevil Falls                  | Dollywood                               | États-Unis | 1998  | Hopkins Rides   |
| Dudley Do-Right's Ripsaw Falls   | Universal's Islands of Adventure        | États-Unis | 1999  | Mack Rides      |
| El Asseradero                    | Six Flags Over Texas                    | États-Unis | 1963  | Arrow Dynamics  |
| Frightful Falls                  | Holiday World                           | États-Unis | 1984  | Hopkins Rides   |
| Jet Stream                       | Six Flags Magic Mountain                | États-Unis | 1972  | Arrow Dynamics  |
| Jungle River Falls               | Columbus Zoo and Aquarium               | États-Unis | 2008  | Hafema          |
| La Pitoune (en)                  | La Ronde                                | Canada     | 1967  | Arrow Dynamics  |
| Log Chute                        | Nickelodeon Universe                    | États-Unis | 1992  | Hopkins Rides   |
| Log Flume                        | Six Flags St. Louis                     | États-Unis | 1971  | Arrow Dynamics  |
| Log Jamboree                     | Six Flags Over Georgia                  | États-Unis | 1968  | Arrow Dynamics  |
| Log Jammer                       | Kennywood                               | États-Unis | 1975  | Arrow Dynamics  |
| Logger's Run                     | Six Flags Great America                 | États-Unis | 1976  | Arrow Dynamics  |
| Pirate's Plunge                  | Galveston Island Historic Pleasure Pier | États-Unis | 2012  | Interlink       |
| Race For Your Life Charlie Brown | Kings Island                            | États-Unis | 1968  | Arrow / Hopkins |
| Roaring Creek Log Flume          | Silverwood Theme Park                   | États-Unis | 1990  | Arrow Dynamics  |
| Saw Mill Log Flume               | Six Flags Great Adventure               | États-Unis | 1975  | Arrow Dynamics  |
| Saw Mill Plunge                  | Lake Compounce                          | États-Unis | 1987  | Arrow Dynamics  |
| Sissiboo Sizzler Flume Ride      | Parc Upper Clements                     | Canada     | 1989  | Arrow Dynamics  |
| Shoot the Rapids                 | Cedar Point                             | États-Unis | 2010  | Intamin         |
| Skull Mountain                   | Six Flags America                       | États-Unis | 1997  | Intamin         |
| Splash Mountain                  | Disneyland                              | États-Unis | 1989  | Hopkins Rides   |
| Splash Mountain                  | Magic Kingdom                           | États-Unis | 1992  | Hopkins Rides   |
| The Flume                        | Valleyfair                              | États-Unis | 1992  |                 |
| Thunder Creek Mountain           | Dorney Park                             | États-Unis | 1982  |                 |
| Timber Mountain Log Ride         | Knott's Berry Farm                      | États-Unis | 1969  | Arrow Dynamics  |
| Viking Voyager                   | Worlds of Fun                           | États-Unis | 1973  |                 |
| White Water Landing              | Cedar Point                             | États-Unis | 1982  |                 |
| Zumba Flume                      | Canada's Wonderland                     | Canada     | 1981  |                 |

## Asie
| Cliff Drop                      | Yokohama Cosmoworld                 | Japon        | 1992 | Senyo Kogyo (en) |   |           |                  |       |      |               |
| Crossing Jurassic               | China Dinosaurs Park                | Chine        |      |                  |   |           |                  |       |      |               |
| Dino Island                     | Legoland Malaysia                   | Malaisie     | 2012 | ABC Engineering  |   |           |                  |       |      |               |
| Flume ride                      | Lotte World                         | Corée du Sud |      | Intamin          |   |           |                  |       |      |               |
| Flume ride                      | Everland Resort                     | Corée du Sud |      |                  |   |           |                  |       |      |               |
| Gold Mine Exploration           | Formosan Aboriginal Culture Village | Taïwan       |      | Mack Rides       |   |           |                  |       |      |               |
| Jelajah                         | Trans Studio Bandung                | Indonésie    | 2011 | Interlink        |   |           |                  |       |      |               |
| Jonas Adventure                 | Beijing Shijingshan Amusement Park  | Chine        |      |                  |   |           |                  |       |      |               |
| Loch Ness expplorers            | Adlabs Imagica                      | Inde         | 2013 |                  | - | Log Flume | Hamanako Pal Pal | Japon | 1998 | Hopkins Rides |
| Log Flume                       | Wonderland Family Fun Park          | Dubaï        | 1995 | Hopkins Rides    |   |           |                  |       |      |               |
| Mighty Mountain Flume Adventure | Leofoo Village Theme Park           | Taïwan       | 1995 | Intamin          |   |           |                  |       |      |               |
| Raging River                    | Ocean Park Hong Kong                | Hong Kong    |      |                  |   |           |                  |       |      |               |
| Shoot the Chute                 | Beijing Shijingshan Amusement Park  | Chine        |      |                  |   |           |                  |       |      |               |
| Splash Mountain                 | Tokyo Disneyland                    | Japon        | 1992 | Hopkins Rides    |   |           |                  |       |      |               |
| Sungai Rejang Flume Ride        | Genting Theme Park                  | Malaisie     |      |                  |   |           |                  |       |      |               |
| Twin Mercury                    | Space World                         | Japon        | 1999 | Hopkins Rides    |   |           |                  |       |      |               |
| Waterfall Flume Ride            | OCT East                            | Chine        |      | Swiss Rides      |   |           |                  |       |      |               |
| Wild-Crazy Flume                | Discovery World                     | Taïwan       | 1999 | Hopkins Rides    |   |           |                  |       |      |               |
| Log Flume                       | Siam Park City                      | Thaïlande    | 2024 |                  |   |           |                  |       |      |               |

## Europe
| Nom                                                                | Parc                                  | Pays        | Année                     | Constructeur             |
| ------------------------------------------------------------------ | ------------------------------------- | ----------- | ------------------------- | ------------------------ |
| African River                                                      | Zoosafari Fasanolandia                | Italie      |                           | Reverchon Industries     |
| Anaconda                                                           | Isla Mágica                           | Espagne     | 1997                      | Mack Rides               |
| Aquagaudi                                                          | Prater de Vienne                      | Autriche    | 2013                      | Reverchon Industries     |
| Atlantique Sud                                                     | Parc du Petit Prince                  | France      | 2017                      | Soquet                   |
| Autosplash                                                         | Mirabilandia                          | Italie      | 1992                      | Intamin                  |
| Back Stroke                                                        | Toverland                             | Pays-Bas    | 2004                      | Mack Rides               |
| Badewannen Fahrt                                                   | Erlebnispark Tripsdrill               | Allemagne   | 2000                      | Mack Rides               |
| Bambooz River                                                      | Walibi Rhône-Alpes                    | France      | 2012                      | Soquet / Interlink       |
| Biberburg                                                          | Familypark                            | Autriche    | 2022                      | Intamin                  |
| Big Mama                                                           | Skyline Park                          | Allemagne   | 2017                      | Mack Rides               |
| Blue River                                                         | Zoomarine                             | Italie      | 2005                      | L&T Systems              |
| Canadian River                                                     | Avonturenpark Hellendoorn             | Pays-Bas    | 1982                      | Mack Rides               |
| Canoa                                                              | Italia in miniatura                   | Italie      | 1991                      |                          |
| Castoria                                                           | Fiabilandia                           | Italie      | 2012                      | Preston & Barbieri       |
| Cataratas                                                          | Jetée sud de Blackpool                | Royaume-Uni | 2010                      | Reverchon Industries     |
| Cataratas del Nilo                                                 | Terra Mítica                          | Espagne     | 2000                      | Mack Rides               |
| Cheyenne River                                                     | La Mer de sable                       | France      | 1996[source insuffisante] | Soquet                   |
| Chiapas                                                            | Phantasialand                         | Allemagne   | 2014                      | Intamin                  |
| Colorado                                                           | New Jesolandia                        | Italie      | 2009                      | Reverchon Industries     |
| Colorado Boat                                                      | Gardaland                             | Italie      | 1984                      | Mack Rides               |
| Colorado Boats                                                     | Cavallino Matto                       | Italie      | 1993                      | L&T Systems              |
| Colorado River                                                     | Fårup Sommerland                      | Danemark    | 1991                      | Big Country Motioneering |
| Colorado River                                                     | Djurs Sommerland                      | Danemark    | 1991                      | Interlink                |
| Crazy River                                                        | Europark                              | France      |                           |                          |
| Crazy River                                                        | Walibi Holland                        | Pays-Bas    | 1994                      | Mack Rides               |
| Dino Splash                                                        | Parc Saint-Paul                       | France      | 2001                      | Interlink                |
| Dora's Big River Adventure                                         | Movie Park Germany                    | Allemagne   | 2008                      | L&T Systems              |
| De Boomstammetjes                                                  | Plopsaland De Panne                   | Belgique    | 1989                      | Mack Rides               |
| Dragon Falls                                                       | Chessington World of Adventures       | Royaume-Uni | 1987                      | Mack Rides               |
| Drakkar                                                            | Walygator Sud-Ouest                   | France      | 1996                      | Reverchon Industries     |
| Dschungel X-pedition                                               | Legoland Deutschland                  | Allemagne   | 2002                      | Intamin                  |
| El Asseradero                                                      | Parque de Atracciones de Madrid       | Espagne     | 1990                      | Zamperla                 |
| Escape from Crocodile Creek                                        | Sea Life Centre Weymouth              | Royaume-Uni | 2009                      | ABC Engineering          |
| Flash Back                                                         | Walibi Belgium                        | Belgique    | 1995                      | Mack Rides               |
| Flume                                                              | Liseberg                              | Suède       | 1973                      | Arrow Dynamics           |
| Flumeride                                                          | Daftö Resort                          | Suède       | 2011                      | Interlink                |
| Flume Ride                                                         | Magic Park                            | Grèce       | 2001                      | L&T Systems              |
| Fossen                                                             | Kongeparken                           | Norvège     | 2013                      | ABC Engineering          |
| Gran Tikal                                                         | Parque de Atracciones de Zaragoza     | Espagne     | 1998                      | Reverchon Industries     |
| Indiana River                                                      | Bobbejaanland                         | Belgique    | 1992                      | Intamin                  |
| Jungle River                                                       | Drievliet                             | Pays-Bas    | 2001                      | Reverchon Industries     |
| Koskenlaskurata                                                    | Wasalandia                            | Finlande    | 1988                      | Mack Rides               |
| Krokobahn                                                          | Familypark                            | Autriche    | 2006                      | ABC Engineering          |
| Kwai River                                                         | PowerPark                             | Finlande    | 2013                      | Interlink                |
| La Isla                                                            | Allou Fun Park                        | Grèce       | 2002                      | L&T Systems              |
| La Mina D'Or                                                       | Parc de Tibidabo (en)                 | Espagne     | 1997                      | Reverchon Industries     |
| La Rivière Canadienne                                              | Nigloland                             | France      | 1989                      | Mack Rides               |
| La Rivière Canadienne                                              | Le Pal                                | France      | 1992                      | Soquet                   |
| La Rivière Sauvage anciennement Waligator                          | Walygator Parc                        | France      | 1992                      | Soquet                   |
| Le Flum                                                            | Fraispertuis-City                     | France      | 1991                      | Soquet                   |
| Les Flobarts anciennement La Rivière Canadienne                    | Parc Bagatelle                        | France      | 2000                      | L&T Systems              |
| Lego Canoë                                                         | Legoland Billund                      | Danemark    | 1992                      |                          |
| Lo Strozzagorgo                                                    | Miragica                              | Italie      | 2009                      | SBF Visa Group           |
| Log Flume                                                          | Great Yarmouth Pleasure Beach         | Royaume-Uni | 1989                      | Mimafab                  |
| Logger's Leap                                                      | Thorpe Park                           | Royaume-Uni | 1989                      | Mack Rides               |
| Mami Wata                                                          | Fantasiana Erlebnispark Strasswalchen | Autriche    | 2015                      | Hafema                   |
| Maya Splash anciennement Le Splash                                 | Plopsa Coo                            | Belgique    | 1986[réf. nécessaire]     | Mack Rides               |
| Menhir Express                                                     | Parc Astérix                          | France      | 1995                      | Hopkins Rides            |
| Mississippi Boat                                                   | Leolandia                             | Italie      | 1998                      | Zamperla                 |
| Newton                                                             | Skara Sommarland                      | Suède       | 2003                      | Swiss Rides              |
| Papea Flume                                                        | Papéa Parc                            | France      | 2010                      | Reverchon Industries     |
| Pinguine! Abenteuer Antarktis                                      | Sea Life Abenteuer Park               | Allemagne   | 2013                      | ABC Engineering          |
| Pirate Falls                                                       | Legoland Windsor                      | Royaume-Uni | 1996                      | Zamperla                 |
| Pirateninsel                                                       | Skyline Park                          | Allemagne   | 2006                      | Mack Rides               |
| Raging River Ride                                                  | Paulton's Park                        | Royaume-Uni | 1999                      | Reverchon Industries     |
| Rio Bravo                                                          | Parque Warner Madrid                  | Espagne     | 2002                      | Intamin                  |
| Ripsaw Falls                                                       | Attractiepark Slagharen               | Pays-Bas    | 1992                      | Reverchon Industries     |
| River Splash                                                       | Bellewaerde                           | Belgique    | 1980                      | Reverchon Industries     |
| River Splatch nommé Ch'Plouf de 2006 à 2011                        | Parc Bagatelle                        | France      | 1976                      | Reverchon Industries     |
| Rugrats Lost River anciennement Beaver Creek Log Flume             | Pleasure Beach, Blackpool             | Royaume-Uni | 1992                      | Arrow Dynamics           |
| Silver River Flume                                                 | PortAventura Park                     | Espagne     | 1995                      | Mack Rides               |
| Skull Rock                                                         | Oakwood Theme Park                    | Royaume-Uni | 2013                      | Mimafab                  |
| Old River anciennement Aquaschlumpf, Mini Rivière puis Splash Kids | Walygator Parc                        | France      | 1989                      | Zamperla                 |
| Splash mountain                                                    | OK Corral                             | France      | 2001                      | Reverchon Industries     |
| Splash-o-Saure                                                     | Parc du Bocasse                       | France      | 2017                      | Soquet                   |
| Splash River                                                       | Happyland                             | Suisse      | 2006                      | Mack Rides               |
| Stormforce10                                                       | Drayton Manor                         | Royaume-Uni | 1999                      | Swiss Rides              |
| Super Splash                                                       | Hansa-Park                            | Allemagne   | 1986                      | Intamin                  |
| Teufels Fässer                                                     | Holiday Park                          | Allemagne   | 1992                      | Mack Rides               |
| The Flume                                                          | Alton Towers                          | Royaume-Uni | 1981                      | Mack Rides               |
| Tidal Wave                                                         | Crealy Great Adventure Park Devon     | Royaume-Uni | 2003                      | L&T Systems              |
| Timber Falls anciennement Mellow Yellow                            | Pleasurewood Hills                    | Royaume-Uni | 1992                      | Reverchon Industries     |
| Timber Splash                                                      | Kingoland                             | France      | 2017                      | Reverchon Industries     |
| Tiroler Wildwasserbahn                                             | Europa-Park                           | Allemagne   | 1978                      | Mack Rides               |
| Tronchi sull'acqua                                                 | Safari Park                           | Italie      | 2007                      | L&T Systems              |
| Troncosaurus anciennement X-Splash                                 | Movieland Studios                     | Italie      | 2003                      | L&T Systems              |
| Tukkijoki                                                          | Särkänniemi                           | Finlande    | 1983                      | Reverchon Industries     |
| Tømmerrenna Nilen                                                  | Dyreparken                            | Norvège     | 1986                      | Mack Rides               |
| Tømmerstupet                                                       | TusenFryd                             | Norvège     | 1988                      | Arrow Dynamics           |
| Valhalla (en)                                                      | Pleasure Beach, Blackpool             | Royaume-Uni | 2000                      | Intamin                  |
| Vandrotten                                                         | BonbonLand                            | Danemark    | 1995                      | Self-built               |
| Vandrutschebanen                                                   | Bakken                                | Danemark    | 1985                      | Reverchon Industries     |
| Viking Voyage                                                      | Tayto Park (en)                       | Irlande     | 2017                      | Interlink                |
| Water Chute                                                        | Harbour Park                          | Royaume-Uni | 2007                      | DPV Rides                |
| White Water                                                        | M&D's Scotland Theme Park             | Royaume-Uni | 1998                      | Reverchon Industries     |
| White Water Log Flume                                              | Clacton Pier                          | Royaume-Uni | 2020                      | Reverchon Industries     |
| White Water Log Flume                                              | Codonas Amusement Park                | Royaume-Uni | 1998                      | Reverchon Industries     |
| Wild River                                                         | Fort Fun Abenteuerland                | Allemagne   | 1979                      | Mack Rides               |
| Wild Water Slide                                                   | Bobbejaanland                         | Belgique    | 1980                      | Intamin                  |
| Wildwasserfahrt                                                    | Hansa-Park                            | Allemagne   | 1977                      | Mack Rides               |
| Wildwasserbahn                                                     | Freizeitpark Plohn                    | Allemagne   | 1999                      | Mack Rides               |
| Wildwasserbahn                                                     | Freizeit-Land Geiselwind              | Allemagne   | 1997                      | Reverchon Industries     |
| Wildwasserbahn                                                     | Rasti-Land                            | Allemagne   | 1981                      | Self-built               |
| Wildwasserbahn                                                     | Serengeti-Park                        | Allemagne   | 1994                      | Mack Rides               |
| Wildwasserbahn                                                     | Bayern Park                           | Allemagne   | 1997                      | Reverchon Industries     |
| Wildwasserbahn                                                     | Taunus Wunderland                     | Allemagne   | 2001                      | Mack Rides               |
| Wildwasserbahn                                                     | Conny-Land                            | Suisse      | 1991                      | Zamperla                 |
| Wildwasserbahn I                                                   | Heide Park                            | Allemagne   | 1980                      | Mack Rides               |
| Wildwasserbahn II                                                  | Heide Park                            | Allemagne   | 1990                      | Anton Schwarzkopf        |
| Wildwasserbahn Zum Rittersturz                                     | Wild- und Freizeitpark Klotten        | Allemagne   | 2012                      | ABC Engineering          |
| Zambeze                                                            | Bracalandia                           | Portugal    | 2010                      | Reverchon Industries     |

## Océanie
| Nom                         | Parc                               | Pays             | Année | Constructeur  |
| --------------------------- | ---------------------------------- | ---------------- | ----- | ------------- |
| Log Flume                   | Rainbow's End                      | Nouvelle-Zélande | 1984  |               |
| Rocky Hollow Log Ride       | Dreamworld                         | Australie        | 1981  | Dreamworld    |
| The Plunge                  | Aussie World                       | Australie        | 2011  |               |
| Viking's Revenge Flume Ride | Sea World                          | Australie        | 1978  | Sea World     |
| Wild West Falls             | Warner Bros. Movie World Australia | Australie        | 1998  | Hopkins Rides |